# Leptocerus funasiensis
Leptocerus funasiensis là một loài Trichoptera trong họ Leptoceridae. Chúng phân bố ở miền Cổ bắc.